# Cresmatoneta nipponensis
Cresmatoneta nipponensis là một loài nhện trong họ Linyphiidae.
Loài này thuộc chi Cresmatoneta. Cresmatoneta nipponensis được Kendo Saito miêu tả năm 1988.